# President voor het leven
President voor het leven is een titel die door een aantal staatshoofden werd aangenomen of gegeven waarna hun ambtstermijn tot aan hun dood werd verlengd. In een aantal gevallen geeft deze titel het staatshoofd het recht om een opvolger aan te wijzen. Hoewel het presidentschap-voor-het-leven samenhangt met de republikeinse staatsvorm, vertoont de titel grote overeenkomsten met die van een koning van een kiesmonarchie. Voor een aantal presidenten voor het leven is de titel ook daadwerkelijk een opstapje geworden naar het aanvaarden van het konings- of keizerschap (Jean-Jacques Dessalines van Haïti werd keizer Jacques I (1804); Jean-Bédel Bokassa van de Centraal-Afrikaanse Republiek werd keizer Bokassa I (1976)). Het overgrote deel van de "presidenten voor het leven" werden overigens nog bij leven uit hun functie ontheven.
Een bijzondere positie in het geheel neemt Kim Il-sung, de Noord-Koreaanse dictator (r. 1948-1994) in. Hem werd na zijn dood de titel "Eeuwig president van de Republiek" toegekend. Hij is daarmee het enige staatshoofd ter wereld dat formeel na zijn dood nog in functie is.

## Overzicht
| Afbeelding | Naam (Geboren-Gestorven)                     | Land                          | Titel                                                         | Begin termijn | Einde termijn | Aantekeningen                                                                                              |
| ---------- | -------------------------------------------- | ----------------------------- | ------------------------------------------------------------- | ------------- | ------------- | --- |
|            | Toussaint Louverture (1743–1803)             | Saint-Domingue                | Gouverneur voor het leven van Saint-Domingue                  | 1801          | 1802          | [ 3 ] |
|            | Henri Christophe (1767–1820)                 | Haïti                         | President voor het Leven van Haïti (Noord)                    | 1807          | 1811          | Werd koning van Haïti in 1811                                                                              |
|            | José Gaspar Rodríguez de Francia (1766–1840) | Paraguay                      | Eeuwige Opperste Dictator van Paraguay                        | 1816          | 1840          | [ 4 ] |
|            | Alexandre Pétion (1770–1818)                 | Haiti                         | President voor het Leven van Haïti (Zuid)                     | 1816          | 1818          | [ 3 ] |
|            | Jean-Pierre Boyer (1776–1850)                | Haiti                         | President voor het Leven van Haïti                            | 1818          | 1843          | [ 3 ] |
|            | Antonio López de Santa Anna (1794–1876)      | Mexico                        | President voor het Leven van Mexico                           | 1853          | 1855          | [ 5 ] |
|            | Rafael Carrera (1814–1865)                   | Guatemala                     | President voor het Leven van Guatemala                        | 1854          | 1865          | [ 6 ] |
|            | Tupua Tamasese Meaʻole (1905–1963)           | Samoa                         | O le Ao o le Malo voor het Leven van Samoa                    | 1962          | 1963          | Regeerde samen met Tanumafili II (zie hieronder). Het ambt O le Ao o le Malo (staatshoofd) is ceremonieel. |
|            | Malietoa Tanumafili II (1913–2007)           | Samoa                         | O le Ao o le Malo voor het Leven van Samoa                    | 1962          | 2007          | Regeerde samen met Meaʻole (Zie hierboven).                                                                |
|            | Soekarno (1901–1970)                         | Indonesië                     | President voor het Leven van Indonesië                        | 1963          | 1966          | [ 8 ] |
|            | Kwame Nkrumah (1909–1972)                    | Ghana                         | President voor het Leven van Ghana                            | 1964          | 1966          | [ 9 ] |
|            | Ferdinand Marcos (1917–1989)                 | Filipijnen                    | President voor het Leven van de Filipijnen                    | 1973          | 1981          | 1981 afgeschaft; afgezet in 1986                                                                           |
|            | François "Papa Doc" Duvalier (1907–1971)     | Haïti                         | President voor het Leven van Haiti                            | 1964          | 1971          | Opgevolgd door zijn zoon (Zie hieronder)                                                                   |
|            | Jean-Claude "Baby Doc" Duvalier (1951–2014)  | Haïti                         | President voor het Leven van Haiti                            | 1971          | 1986          | Door zijn vader benoemd tot opvolger; afgezet                                                              |
|            | Hastings Banda (1898–1997)                   | Malawi                        | President voor het Leven van Malawi                           | 1971          | 1993          | [ 11 ] |
|            | Jean-Bédel Bokassa (1921–1996)               | Centraal-Afrikaanse Republiek | President voor het Leven van de Centraal-Afrikaanse Republiek | 1972          | 1976          | Keizer Bokassa I van het Centraal-Afrikaans Keizerrijk (1976, gekroond in 1977); afgezet in 1979           |
|            | Francisco Macías Nguema (1924–1979)          | Equatoriaal-Guinea            | President voor het Leven van Guinea                           | 1972          | 1979          | [ 13 ] |
|            | Josip Broz Tito (1892–1980)                  | SFR Joegoslavië               | President voor het Leven van Joegoslavië                      | 1974          | 1980          | [ 14 ] |
|            | Habib Bourguiba (1903–2000)                  | Tunesië                       | President voor het Leven van Tunesië                          | 1975          | 1987          | [ 15 ] |
|            | Idi Amin (1925–2003)                         | Oeganda                       | President voor het Leven van Oeganda                          | 1976          | 1979          | [ 16 ] |
|            | Lennox Sebe (1926–1994)                      | Ciskei                        | President voor het Leven van Ciskei                           | 1983          | 1990          | [ 17 ] |
|            | Saparmurat Niazov (1940–2006)                | Turkmenistan                  | President voor het Leven van Turkmenistan                     | 1999          | 2006          | [ 18 ] |